# Szczyt NATO w Strasburgu i Kehl 2009

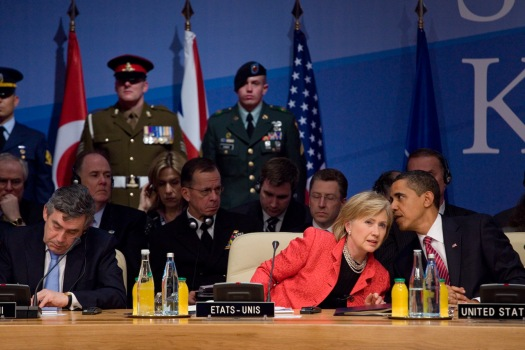
Obrady Rady Północnoatlantyckiej w Strasburgu

Szczyt NATO w Strasburgu i Kehl w 2009 – 24. szczyt państw członkowskich Paktu Północnoatlantyckiego (NATO) na szczeblu szefów państw i rządów w dn. 3–4 kwietnia 2009, odbywający się w Kehl w Niemczech oraz w Strasburgu we Francji.
Szczyt został zwołany z okazji uczczenia 60. rocznicy powołania organizacji. Był to pierwszy szczyt NATO z udziałem Albanii i Chorwacji, które dwa dni wcześniej zostały oficjalnie członkami Sojuszu. W szczycie po raz pierwszy uczestniczyła nowa administracja amerykańska prezydenta Baracka Obamy.
W czasie szczytu ogłoszono oficjalny powrót Francji do struktur wojskowych NATO, dokonano wyboru Andersa Fogh Rasmussena na stanowisko nowego sekretarza generalnego NATO, podjęto istotne decyzje w sprawie zwiększenia zaangażowania NATO w Afganistanie oraz ogłoszono rozpoczęcie prac nad nową koncepcją strategiczną Sojuszu.

## Agenda
Sprawy, należące do najważniejszych zadań szczytu:
- ocena postępu strategii NATO w Afganistanie (misja ISAF) i rezultatów nowej strategii, podjętej przez nową administrację USA
- relacje z Rosją
- bliższe zaangażowanie Francji w prace Sojuszu i jego wpływ na relacje NATO-UE
- zapoczątkowanie prac na temat nowej koncepcji strategicznej Sojuszu.

## Przebieg szczytu

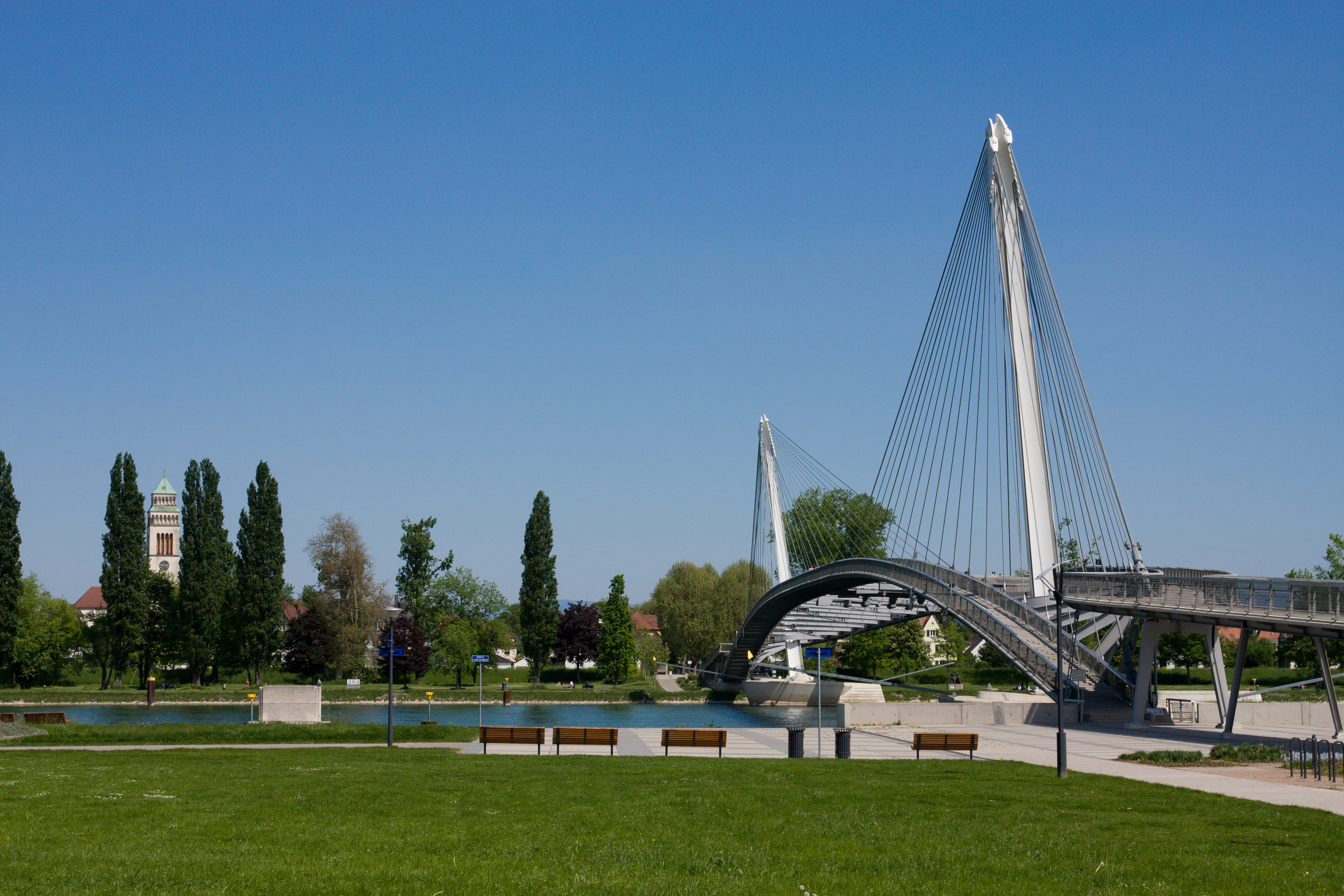
Pieszy most Dwóch brzegów na Renie, miejsce wspólnego zdjęcia i symbol zjednoczonej Europy

### Uczestnicy
Gospodarzami szczytu byli prezydent Francji Nicolas Sarkozy oraz kanclerz Niemiec Angela Merkel. Formalnym spotkaniom przewodniczył sekretarz generalny NATO Jaap de Hoop Scheffer.
W 24. szczycie NATO uczestniczyło 28 delegacji państwowych, w tym 2 delegacje z nowych państw członkowskich:
| - Albania – prezydent Bamir Topi, premier Sali Berisha - Belgia – premier Herman Van Rompuy - Bułgaria – prezydent Georgi Pyrwanow - Chorwacja – prezydent Stjepan Mesić, premier Ivo Sanader - Czechy – prezydent Václav Klaus, premier Mirek Topolánek - Dania – premier Anders Fogh Rasmussen - Estonia – premier Andrus Ansip - Francja – prezydent Nicolas Sarkozy - Grecja – premier Kostas Karamanlis - Hiszpania – premier José Luis Rodríguez Zapatero - Holandia – premier Jan Peter Balkenende - Islandia – minister spraw zagranicznych Islandii Össur Skarphéðinsson - Kanada – premier Stephen Harper - Litwa – prezydent Valdas Adamkus | - Luksemburg – premier Jean-Claude Juncker - Łotwa – prezydent Valdis Zatlers - Niemcy – kanclerz Angela Merkel - Norwegia – premier Jens Stoltenberg - Polska – prezydent Lech Kaczyński - Portugalia – premier José Sócrates - Rumunia – prezydent Traian Băsescu - Słowacja – prezydent Ivan Gašparovič - Słowenia – premier Borut Pahor - Stany Zjednoczone – prezydent Barack Obama - Turcja – prezydent Abdullah Gül - Węgry – premier Ferenc Gyurcsány - Wielka Brytania – premier Gordon Brown - Włochy – premier Silvio Berlusconi |

### 3 kwietnia
- 18:00 – początek szczytu, ceremonia powitania delegacji
- 20:15–23:30 – robocza kolacja w Baden-Baden w Niemczech

### 4 kwietnia
- 09:15 – przekroczenie przez delegacje państwowe pieszego mostu Dwóch brzegów z Kehl do Strasburga, wspólne zdjęcie.
- 10:00 – posiedzenie Rady Północnoatlantyckiej w Palais des congrès de Strasbourg w Strasburgu.
- 15:20 – konferencja prasowa sekretarza generalnego NATO Jaapa de Hoop Scheffera na zakończenie szczytu

## Rezultaty szczytu

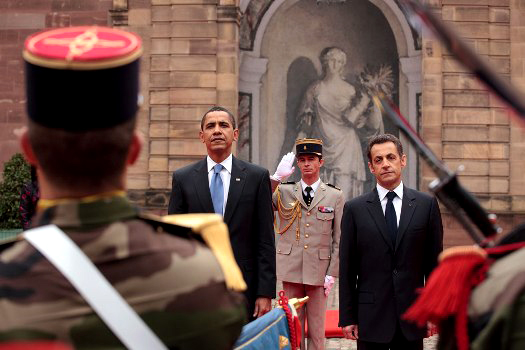
Prezydent Nicolas Sarkozy z prezydentem Barackiem Obamą, 3 kwietnia 2009

Państwa członkowskie NATO podczas szczytu przyjęły kilka kluczowych dokumentów: Deklarację Szczytu w Strasburgu i Kehl, „Deklarację Bezpieczeństwa Sojuszniczego” oraz Deklarację w sprawie Afganistanu.

### Deklaracja ze Szczytu
4 kwietnia 2009 Rada Północnoatlantycka przyjęła Deklarację Szczytu w Strasburgu i Kehl, która zawierała główne postanowienia, powzięte w jego trakcie:
- NATO powitało nowych członków: Albanię i Chorwację[16]
- Sojusz wyraził zadowolenie z francuskiej decyzji o pełnym uczestnictwie w jego strukturach wojskowych

Misje NATO
- zadeklarowano, iż bezpieczeństwo Sojuszu jest związane z bezpieczeństwem i stabilnością Afganistanu, powtórzono, że misja ISAF jest priorytetem działań NATO
- zapowiedziano kontynuację misji KFOR w Kosowie, doceniono rozpoczęcie misji UE w Kosowie – EULEX
- zadeklarowano kontynuację misji szkoleniowej NATO w Iraku (NTM-I)
- zdecydowano o rozpoczęciu Operacji Allied Protector, celem prowadzenia operacji morskich u wybrzeży Rogu Afryki, zwalczających piractwo i rabunki[17]
- zapowiedziano kontynuację wspierania Unii Afrykańskiej w jej misjach budowania pokoju oraz w tworzeniu Afrykańskich Sił Reagowania (African Standby Force)
- zapowiedziano kontynuację operacji Active Endeavour na Morzu Śródziemnym

Rozszerzenie i stosunki z państwami sąsiedzkimi
- potwierdzono gotowość zaproszenia Macedonii do członkostwa w Sojuszu po rozwiązaniu sporu o nazwę państwa z Grecją
- NATO doceniło wysiłki i postęp Bośni i Hercegowiny oraz Czarnogóry, czynione w celu integracji z Sojuszem w ramach Zintensyfikowanego Dialogu oraz IPAP (Indywidualny Plan Działań na rzecz Partnerstwa), a także wysiłki Serbii w ramach IPAP
- Sojusz wezwał Bośnię i Hercegowinę oraz Serbię do pełnej współpracy z ICTY
- zachęcono Ukrainę i Gruzję do kontynuowania reform, związanych z aspiracjami obu krajów do członkostwa w Sojuszu, NATO zapowiedziało przyglądanie się temu procesowi
- powtórzono wsparcie NATO dla integralności terytorialnej i suwerenności Gruzji w jej międzynarodowo uznawanych granicach. NATO wezwało do zapewnienia nieutrudnionego dostępu obserwatorom ONZ, UE i OBWE na terytorium Gruzji, włącznie z regionami Abchazji i Osetii Południowej
- podkreślono znaczenie Dialogu Śródziemnomorskiego, stwierdzono, że pokój i stabilność regionu śródziemnomorskiego jest niezbędna dla bezpieczeństwa euroatlantyckiego. Wezwano do przywrócenia konstytucyjnych rządów w Mauretanii (patrz: Zamach stanu w Mauretanii (2008)) jako warunku wznowienia pełnego udziału tego kraju w Dialogu Śródziemnomorskim
- pochwalono znaczący postęp we współpracy z państwami Zatoki Perskiej, osiągnięty w ramach Istambulskiej Inicjatywy Współpracy (ICI)
- wyrażono niepokój konfliktami regionalnymi w Południowym Kaukazie i Republice Mołdawii. NATO zapewniło o poparciu integralności terytorialnej i suwerenności Armenii, Azerbejdżanu, Gruzji i Mołdawii

Stosunki z Rosją
- NATO uznało partnerstwo z Rosją za strategiczny element w rozwijaniu bezpieczeństwa w regionie euroatlantyckim.
- wezwało również Rosję do wycofania żołnierzy z regionu Osetii Południowej i Abchazji oraz do wypełnienia zobowiązań, ustalonych w sierpniu i we wrześniu 2008 ramach rozejmu, wynegocjowanego przez UE. NATO potępiło uznanie przez Rosję niepodległości obu regionów i wezwało do anulowania tej decyzji.
- NATO podkreśliło istnienie wspólnych interesów z Rosją oraz pochwaliło decyzję o wznowieniu współpracy (zawieszonej przez wojnę w Gruzji) w ramach Rady NATO-Rosja

Kwestie bezpieczeństwa
- zapowiedziano kontynuację wysiłków, mających na celu promocję bezpieczeństwa infrastruktury energetycznej oraz prowadzenia przez Sojusz konsultacji w kwestii bezpieczeństwa energetycznego. Podkreślono znaczenie stabilnych dostaw energii; dywersyfikacji tras przesyłowych, dostawców i źródeł zasobów oraz wzajemnego powiązania sieci energetycznych.
- zobowiązano się do wzmocnienia komunikacji i systemów informatycznych NATO przed atakami w cyberprzestrzeni dzięki utworzonemu NATO Cyber Defence Management Authority (Urząd NATO ds. Zarządzania Cyber-Obroną).
- potwierdzono ustalenia w sprawie obrony przeciwrakietowej Sojuszu, przyjęte na Szczycie w Bukareszcie. Rozprzestrzenianie rakiet balistycznych uznano za rosnące zagrożenie dla sił, terytorium i mieszkańców państw Sojuszu.

### Afganistan
Na szczycie państwa NATO przyjęły Deklarację w sprawie Afganistanu, w której:
- potwierdzono 4 główne zasady zaangażowania NATO w Afganistanie, uzgodnione na Szczycie w Bukareszcie: długoterminowe zaangażowanie, afgańskie przywództwo, wszechstronne podejście, regionalne zaangażowanie.
- ustanowiono Misję Szkoleniową NATO w Afganistanie (NTM-A, NATO Training Mission – Afghanistan) – celem szkolenia Afgańskiej Armii Narodowej oraz Afgańskiej Policji Narodowej[19]
- zdecydowano o zwiększeniu wojsk ISAF w Afganistanie w celu zabezpieczenia wyborów prezydenckich w sierpniu 2009[20]
- zdecydowano o zwiększeniu środków na Fundusz Powierniczy Afgańskiej Armii Narodowej
- zadeklarowano dalsze wspieranie rządu Afganistanu w jego wysiłkach wojskowych i cywilnych
- zadeklarowano wspieranie współpracy Afganistanu i Pakistanu oraz wolę szerszej współpracy politycznej i praktycznej między Pakistanem a NATO

### Deklaracja Bezpieczeństwa Sojuszniczego

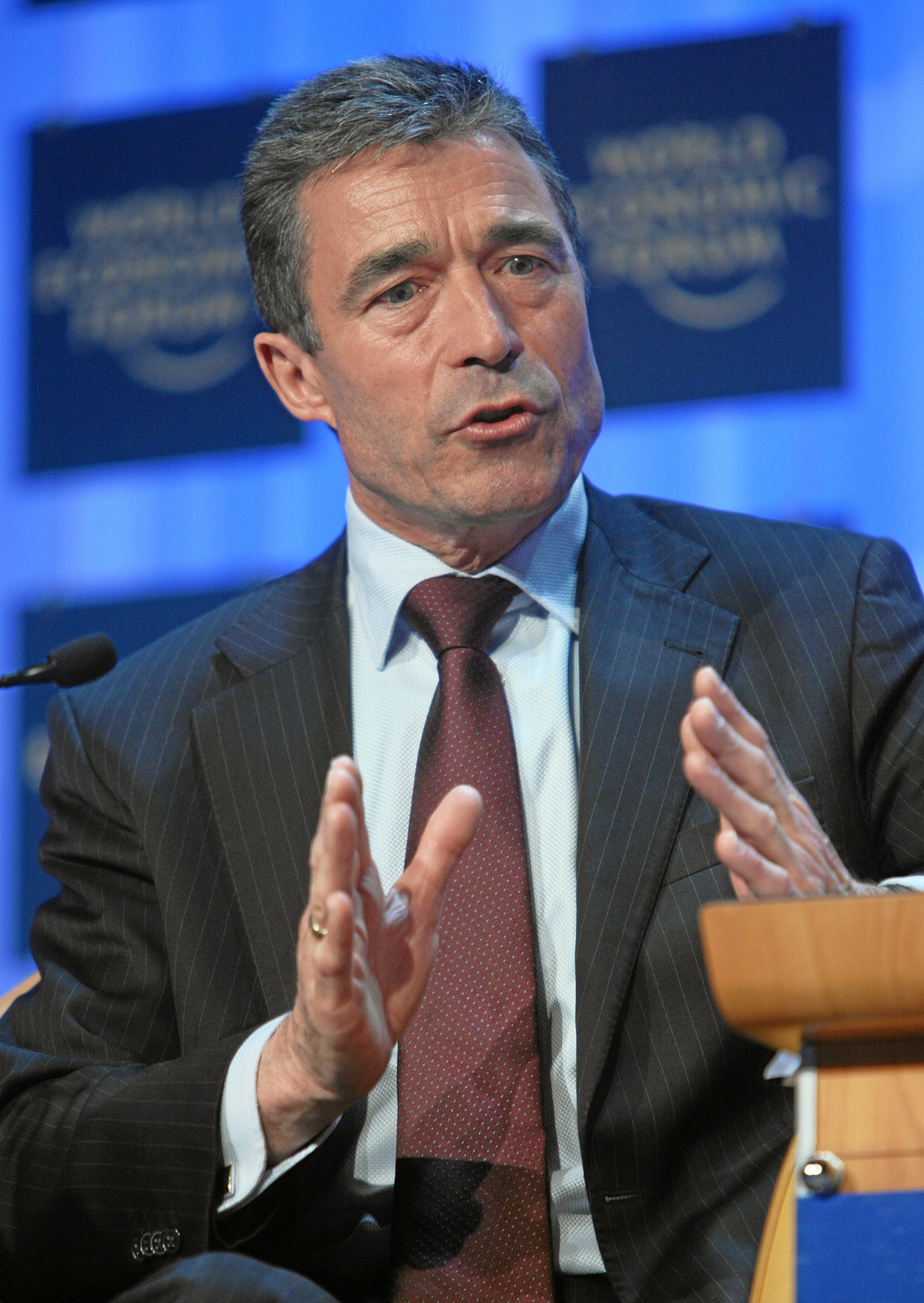
Anders Fogh Rasmussen, nowy Sekretarz Generalny NATO, wybrany w czasie szczytu w Strasburgu

W Strasburgu przywódcy 28 państw przyjęli „Deklarację Bezpieczeństwa Sojuszniczego”, w której potwierdzono podstawowe wartości, zasady i cele Sojuszu oraz:
- powtórzono, że art. 5. Traktatu Waszyngtońskiego, gwarantujący wzajemną obronę i niepodzielne bezpieczeństwo, stanowi podstawę NATO
- rozszerzenie Sojuszu określono mianem historycznego sukcesu i potwierdzono zasadę „otwartych drzwi” NATO dla europejskich demokracji, podzielających wartości Sojuszu oraz chętnych i zdolnych przyjąć obowiązki wynikające z członkostwa
- zdefiniowano nowe zagrożenia bezpieczeństwa, stojące przez NATO i społecznością międzynarodową, jak: terroryzm, proliferacja broni masowego rażenia, cyberterroryzm oraz nowe wyzwania: bezpieczeństwo energetyczne, zmiany klimatyczne, niestabilność państw upadłych lub upadających
- wyrażono wolę wzmocnienia współpracy z innymi aktorami sceny międzynarodowej, jak: ONZ, UE, OBWE, UA
- podkreślono szczególne relacje NATO z UE (poparcie dla rozwoju zdolności obronnych UE) oraz z Rosją
- zobowiązano sekretarza generalnego NATO do powołania i przewodniczenia grupie wykwalifikowanych ekspertów w celu stworzenia podstaw dla nowej koncepcji strategicznej Sojuszu

### Wybór Sekretarza Generalnego NATO
Jednym z zadań spotkania szefów państw i rządów był wybór nowego sekretarza generalnego NATO. Spekulacje prasowe na temat tego, kto w sierpniu 2009 miałby zastąpić dotychczasowego sekretarza generalnego, Jaapa de Hoop Scheffera, pojawiały się już kilka miesięcy przed szczytem. Wśród potencjalnych kandydatów wymieniano: premiera Danii Andersa Fogh Rasmussena, ministra spraw zagranicznych Polski Radosława Sikorskiego, ministra spraw zagranicznych Norwegii Jonasa Gahr Støre, ministra obrony Kanady Petera MacKaya oraz byłego ministra spraw zagranicznych Bułgarii Solomona Pasi. W tygodniach poprzedzających szczyt, w kuluarach europejskich salonów prowadzono rozmowy sondażowe na temat szans poszczególnych nazwisk. W marcu nieoficjalnego poparcia kandydaturze Rasmussena udzieliły Stany Zjednoczone, Wielka Brytania oraz Niemcy. 2 kwietnia 2009 premier Danii, który wydawał się być faworytem, oficjalnie zgłosił swoją kandydaturę.
Wybór sekretarza generalnego NATO musiał nastąpić na drodze konsensusu, za zgodą wszystkich państw członkowskich. W pierwszym dniu szczytu, 3 kwietnia 2009 na spotkaniu w Baden-Baden, przywódcy państw NATO nie zdołali osiągnąć porozumienia w tej kwestii z powodu sprzeciwu Turcji wobec kandydatury Anders Fogh Rasmussena. Ankara miała mu za złe poparcie, wyrażone dla wolności prasy i brak słów potępienia, po publikacji przez duńskie gazety karykatur Mahometa w 2005. Konsensus osiągnięto dopiero drugiego dnia, po złożeniu przez prezydenta Baracka Obamę „gwarancji” dla Turcji, co pozwoliło na jednogłośny wybór Rasmussena na stanowisko sekretarza generalnego NATO. Gwarancje te dotyczyły obietnicy przyznania Turcji wysokich stanowisko w strukturach NATO. Rasmussen objął stanowisko sekretarza generalnego 1 sierpnia 2009.

## Środki bezpieczeństwa i protesty

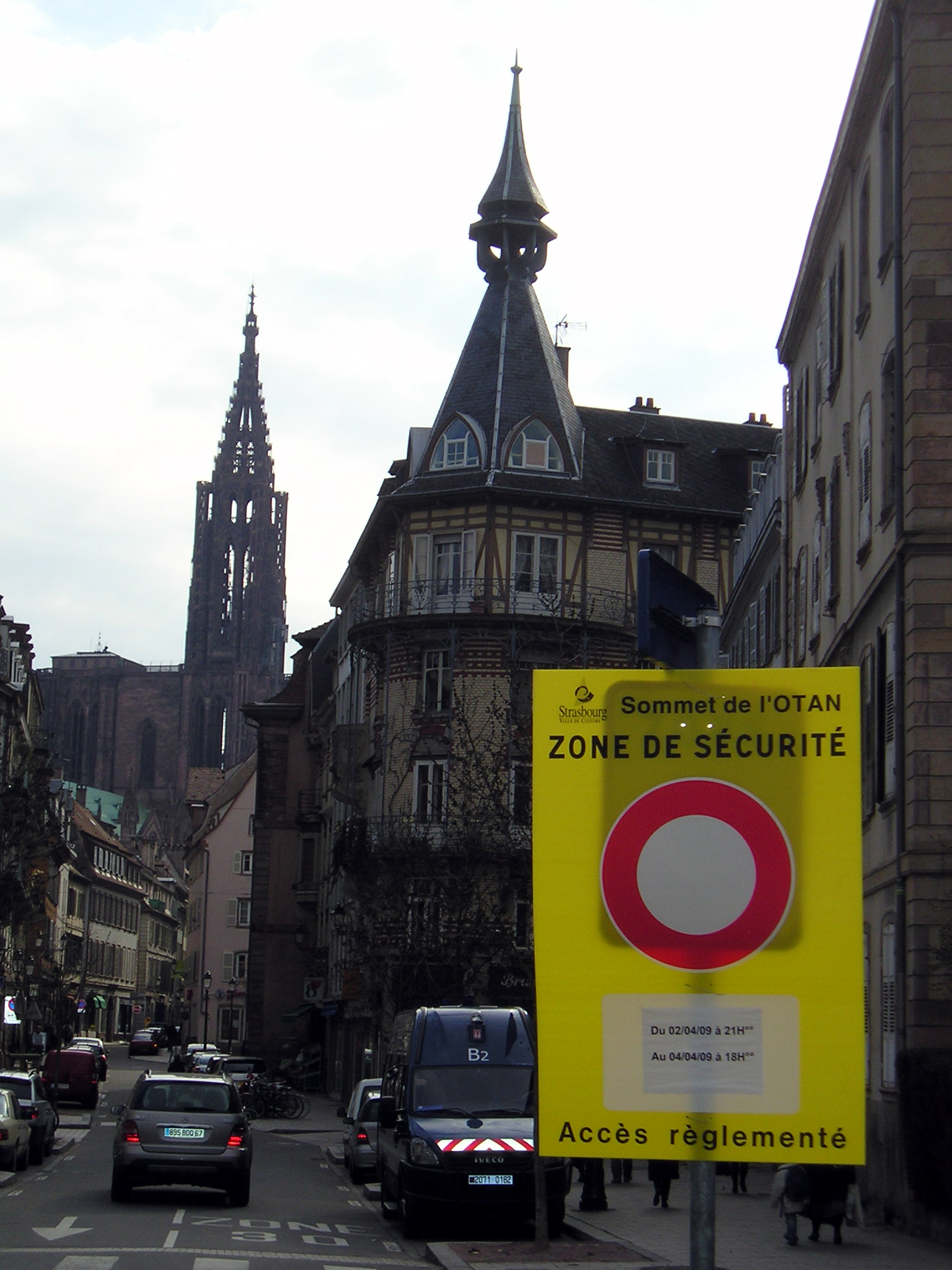
Strefa bezpieczeństwa w Strasburgu w czasie szczytu NATO

W celu zapewnienia odpowiedniego poziomu bezpieczeństwa, miejsca, w których odbywał się szczyt, były patrolowane przez 15 tysięcy żołnierzy i policjantów, zarówno po stronie francuskiej jak i niemieckiej. Francja oraz Niemcy na czas szczytu zawiesiły obowiązywanie układu z Schengen i przywróciły kontrolę graniczną na swoich granicach. Na Renie został wstrzymany ruch rzeczny, a nad miastami – gospodarzami szczytu zamknięto przestrzeń powietrzną, chronioną przez myśliwce.
W samym Strasburgu zamknięto szkoły, wprowadzono zakaz parkowania i przedsięwzięto szereg działań, mających zabezpieczyć miasto przed jakimkolwiek zagrożeniem bezpieczeństwa.

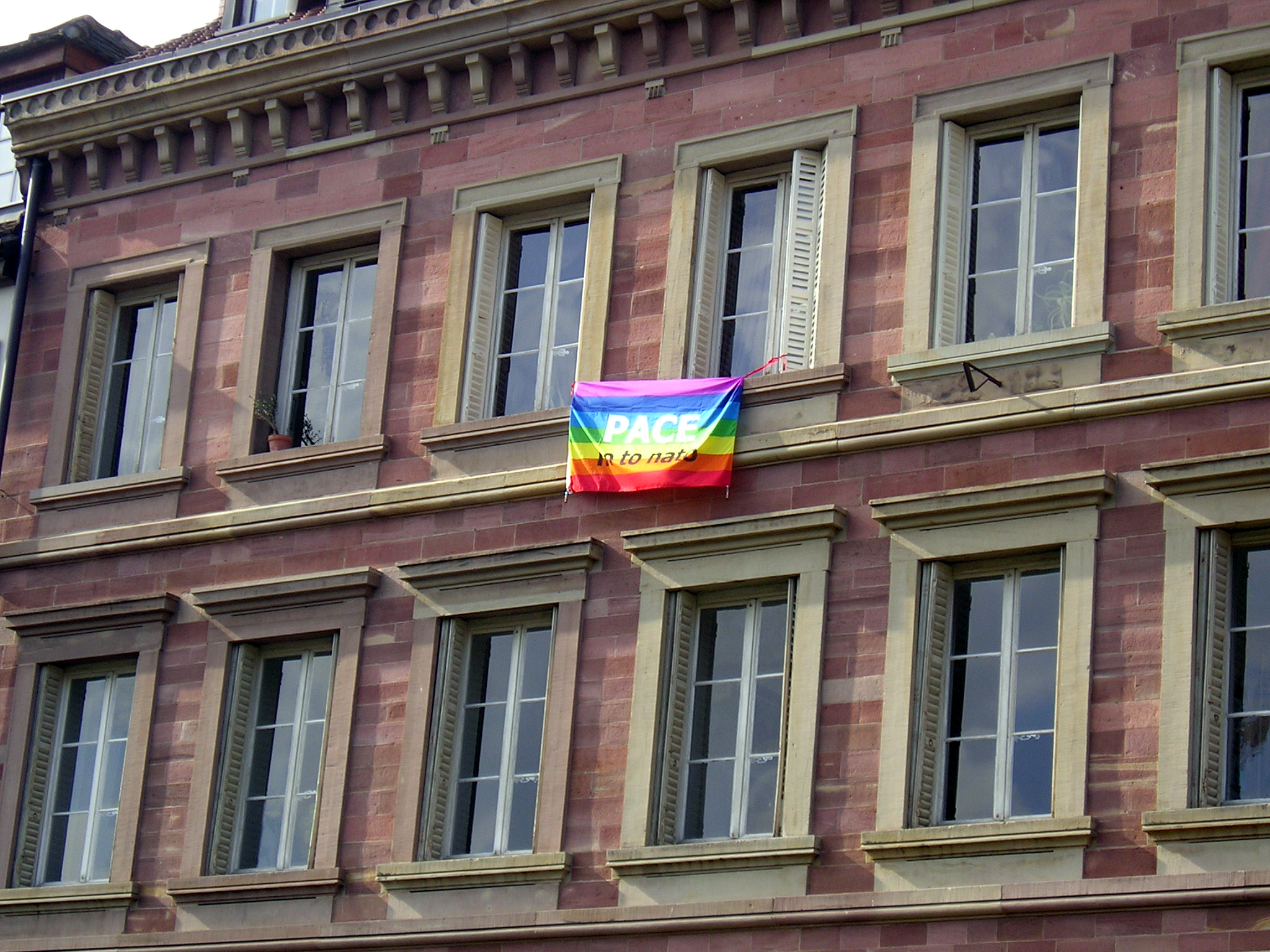
Pacyfistyczna flaga na budynku w Strasburgu

Przeciw szczytowi NATO i samej organizacji demonstrowały liczne organizacje pacyfistyczne, antyglobalistyczne. Do pierwszych demonstracji, które przerodziły się w zamieszki z policją, doszło już 2 kwietnia 2009 w Strasburgu, dzień przed rozpoczęciem szczytu. Protestujący rozbijali pałkami policyjne blokady i palili opony na ulicach. W walkach uczestniczyło kilkaset zamaskowanych demonstrantów, a policja użyła wówczas gazu łzawiącego, by nie dopuścić ich do centrum miasta.
Przeciwnicy NATO byli zgrupowani w „wiosce antynatowskiej”, obozowisku na przedmieściach Strasburga. Do protestów i walk z policją doszło również 3 kwietnia 2009. Największe demonstracje miały miejsce 4 kwietnia 2009, w drugi dzień szczytu. Odbył się wówczas duży antynatowski marsz, a demonstranci przemaszerowali przez Most Dwóch Brzegów na Renie. Doszło do najostrzejszych starć z policją. Protestujący podpalili kilka budynków w Strasburgu, w tym hotel Ibis oraz dawny posterunek straży granicznej. W zamieszkach rannych zostało kilkadziesiąt osób.